# Bicosoecida
Bicosoecida је група једноћелијских, или ређе колонијалних, хетероконтних протиста без пластида. Већина насељава морска дна, где се углавном хране бактеријама, али има и планктонских облика (Cafeteria roenbergensis). У досадашњим истраживањима није примећен полни начин размножавања — оно се обављало искључиво бесполно, бинарном фисијом.

## Грађа
су првенствено једноћелијски организми, иако поједине врсте граде колоније. Хране се фаготрофно те имају диференциран цитостом (ћелијска уста), која су структурирана помоћу микротубула. Код појединих представника, сем цитостома, диференцира се и цитофаринкс. Често су за подлогу причвршћене задњим бичем. Поједине врсте имају лорику око својих ћелија.

## Систематика
Група Bicosoecida је позната од друге половине 19. века и од тада сврставана међу бичаре (Flagellata). Скорашња открића нових врста и детаљнија истраживања филогеније довела су до репозиционирања на филогенетском стаблу протиста — данас се ова група сматра делом хетероконтних протиста.
Састоји се од четири фамилије, које обухватају родове:
 — поседују лорику, нема диференцираног цитофаринкса

 — не поседују ни лорику, ни цитофаринкс

 — не поседују лорику, поседују цитофаринкс, као и диференцијације назване ћелијским крљуштима
Cyathobodo Petersen et Hansen 1961
Pseudodendromonas Bourrelly 1953
 — не поседују лорику, поседују цитофаринкс